# 20a edició dels Premis Mestre Mateo
La 20a edició dels premis Mestre Mateo va guardonar les produccions audiovisuals de Galícia l'any 2021 i es va celebrar el 19 de març de 2022. Durant la cerimònia, l'Academia Galega do Audiovisual va presentar els Premis Mestre Mateo en 24 categories. La cerimònia es va celebrar al Recinte Firal Expocoruña i fou presentada per alguns dels conductors i protagonistes de les anteriors gales de premis, com ara Antonio Durán "Morris", Iolanda Muíños, Javier Veiga, Mela Casal, Monti Castiñeiras i Isabel Blanco, entre d'altres.
Cuñados, dirigida per Toño López, va rebre 16 nominacions, seguit per Jacinto, de Javi Camino i Malencolía de Alfonso Zarauza, amb onze i Tres de Juanjo Giménez Peña amb sis nominacions. Entre les sèries de televisió destaca Hierro amb vuit nominacions.

## Premis
| Millor pel·lícula | Millor director |
| --- | --- |
| - Tres – Juanjo Giménez Peña - Cuñados – Toño López - Jacinto – Javi Camino - Malencolía – Alfonso Zarauza                                                                   | - Jorge Coira – Hierro - Toño López – Cuñados - Javi Camino – Jacinto - Alfonso Zarauza – Malencolía                                                                  |
| Millor actor | Millor actriu |
| - Pedro Brandariz – Jacinto - Federico Pérez – Cuñados - Miguel de Lira – Cuñados - Xosé Antonio Touriñán – Cuñados                                                          | - Marta Nieto – Tres - Marta Larralde – Olvido y León - Melania Cruz – Malencolía - Sabela Arán – Método criminal                                                     |
| Millor actor secundari | Millor actriu secundària |
| - Diego Anido – Malencolía - Juanma Buiturón – Jacinto - Manuel Cortés – Cuñados - Ricardo de Barreiro – Malencolía                                                          | - Iolanda Muíños – Malencolía - Eva Fernández – Cuñados - Ledicia Sola – Malencolía - María Vázquez – Cuñados                                                         |
| Millor guió | Millor realitzador |

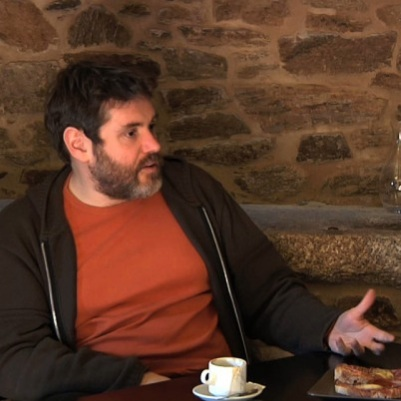
Jorge Coira, millor director.

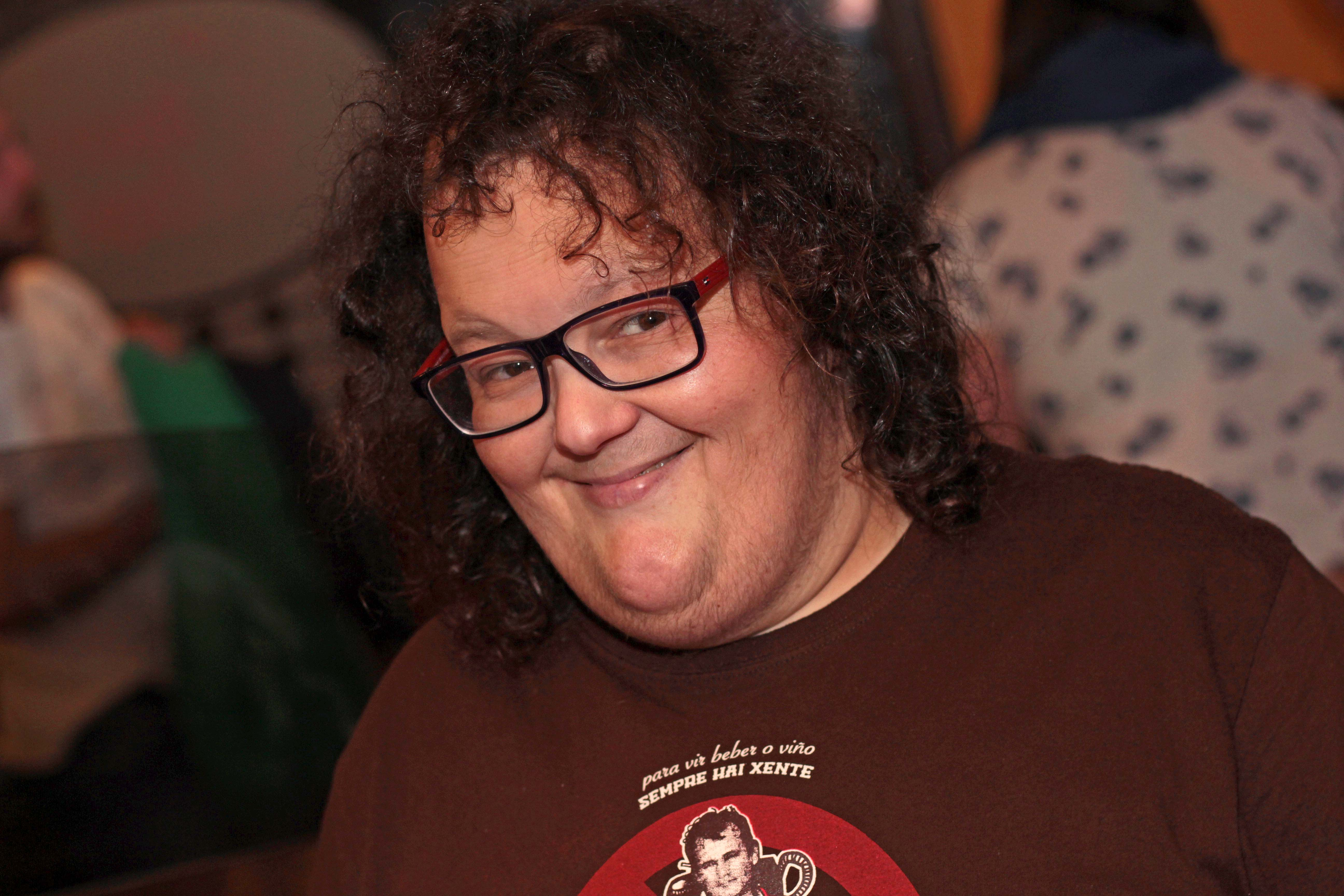
Pedro Brandariz, millor actor.

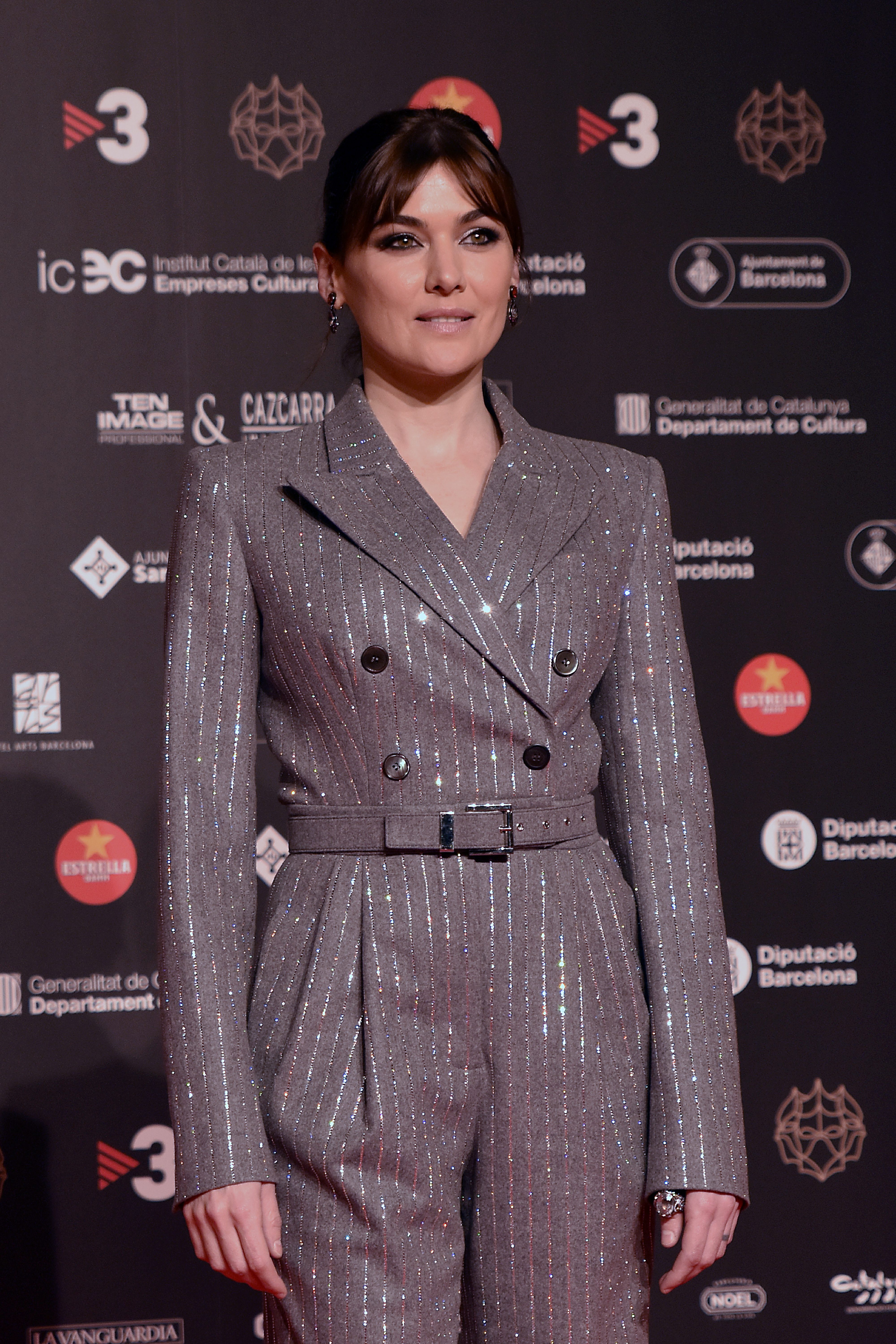
Marta Nieto, millor actriu.

| - Hierro – Pere Coira, Fran Araújo, Araceli Gonda, Lidia Fraga i Eligio R. Montero - Cuñados – Araceli Gonda - Jacinto – Javi Camino - Tres – Juanjo Giménez i Pere Altamira | - Origen – Jairo Iglesias - Malicia Noticias – Gerardo Rodríguez - Land Rober Tunai Show – José Villaverde - Cos pés na terra – M. Estebo i D. Guerrero               |
| Millor videoclip | Millor documental |
| - Figa – Tanxugueiras - El volcán – Pablo Lesuit - Fukushima – Triángulo de Amor Bizarro - Voucho contar así – Grupo Antilia                                                 | - A virxe roxa – Marcos Nine - A poeta analfabeta – Sonia Méndez - O gran camiño – - Welcome to ma maison –                                                           |
| Millor sèrie de televisió | Millor programa de televisió |
| - Hierro – MovistarPlus e Portocabo - A lei de Santos – - Auga seca – - Método criminal –                                                                                    | - Dígocho eu – CRTVG - Cinephilia – - Clac – - Cos pés na terra – |
| Millor direcció de producció | Millor direcció artística |
| - Ana Míguez – Hierro - Ana Míguez e Javi Lopa – Cuñados - B. Martínez e M. Alberti – Eles transportan a morte - Miriam Devesa – Tres - Xabier Eirís – Jacinto               | - Samuel Lema – Jacinto - Andrea Pozo – Cuñados - Antonio Pereira – Tres - Silvia Navarro – Eles transportan a morte                                                  |
| Millor comunicador de televisió | Millor muntatge |
| - Esther Estévez Casado – Dígocho eu - Paco Lodeiro – Atrápame se podes - Rodrigo Vázquez Rodríguez – Quen anda aí? - Simone Saibene –                                       | - Hierro – J. Coira, G. Broullón i J. Galiñanes - Welcome to ma maison – Andrés Goteira - Jacinto – Javi Camino - Cuñados – Lu Rodríguez - A virxe roxa – Marcos Nine |
| Millor música original | Millor so |
| - Hierro – E. Fenández i Xavier Font - Eles transportan a morte – Camilo Sanabria - Cuñados – S. Jul e I. Laxe - Jacinto – Svali, W. Lamas                                   | - Tres – D. Fontrodona, O. Tarragó, M. Bech i M. Orts - Cuñados – A. Couceiro, S. Jule i I. Laxe - Malencolía – J. Pato i D. Machado - Hierro – J. Gay i D. Staub     |
| Millor fotografia | Millor maquillatge i perruqueria |
| - ¿Qué hicimos mal? – Lucía C. Pan - Malencolía – Alberte Branco - Cuñados – Jaime Pérez - Eles transportan a morte – José Alayón                                            | - Jacinto – Lorena Calvo - Cuñados – Chicha Blanco - Eles transportan a morte – Erika García Luque - Malencolía – P. Fidalgo i R. Vilela                              |
| Millor sèrie web | Millor producció de publicitat |
| - Mataría microserie – Dinamo Producións e Javi Sega Producciones - Cacola – - Delicias amargas – - Xela Arias. A palabra esgazada –                                         | - Redes Vivas – Metronoventa - E Lalín… sóache? – - Las estrellas del camino. Miradas de Resistencia – - Xacobeo, camiña a Galicia –                                  |
| Millor curtmetratge | Millor disseny de vestuari |
| - Augas abisais – - A comuñón da miña prima Andrea – - Aura – - Fracturas –                                                                                                  | - Jacinto – Lorena Calvo - Hierro – A. Dapena i L. Dapena - Eles transportan a morte – A. Gutiérrez i M. Novo - Malencolía – R. Uzal                                  |

## Premis especials

### Premio de Honra Fernando Rey
- Margarita Ledo Andión